# ناعور جورین
ناعور جورین (به عربی: ناعور جورین) یک روستا در سوریه است که در ناحیه شطحه واقع شده‌است. ناعور جورین ۱٬۴۳۹ نفر جمعیت دارد.